# Ceryx aurantiobasis
Ceryx aurantiobasis är en fjärilsart som beskrevs av Rothschild 1910. Ceryx aurantiobasis ingår i släktet Ceryx och familjen björnspinnare. Inga underarter finns listade i Catalogue of Life.